# Église Saint-Pierre-Saint-Paul de Colombes
L'église Saint-Pierre-Saint-Paul située rue Gabriel-Péri à Colombes dans les Hauts-de-Seine est un lieu de culte catholique.

## Histoire
Elle reprend le nom de l'ancienne église Saint-Pierre-Saint-Paul de Colombes, presque intégralement détruite en 1968 pour permettre le passage de la RN 186.
Elle est inaugurée le 12 octobre 1968 en présence du Père Jules Duchêne, curé, et de Dominique Frelaut, maire de Colombes.

## Description

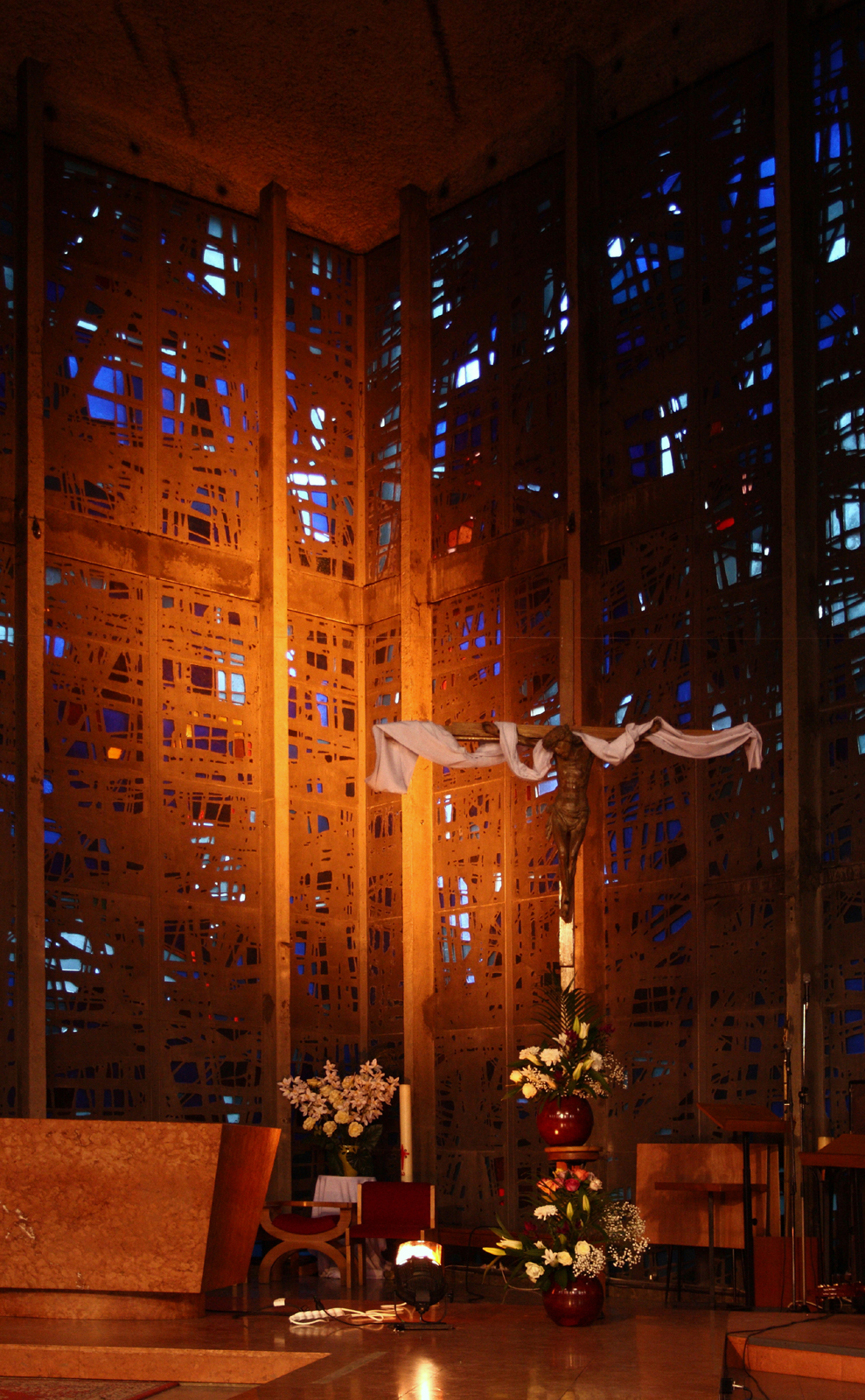

L’église a été construite par l’architecte Jean Hebrard. L'auteur des vitraux est le peintre-verrier Louis-René Petit.[réf. nécessaire].  
La construction de cette nef en forme de losange, de 29 mètres de côté, fait appel exclusivement à la technique du béton armé.
L’intérieur du bâtiment est marqué par l'absence totale de segmentation physique de l’espace telle qu’elle existe dans les églises traditionnelles, l’autel est un bloc massif de marbre rouge de 3 tonnes. Autant d’éléments architecturaux novateurs pour l’époque et qui rendent cet édifice d’une capacité de 1 400 personnes, hors normes. 
La construction est inscrite au « Patrimoine d'intérêt régional » par la Région Île-de-France en juillet 2023.

## Paroisse
À proximité se trouve le centre paroissial Valmy construit dans le cadre de l'Œuvre des Chantiers du Cardinal.

## Pour approfondir